# Machimus perniciosus
Machimus perniciosus är en tvåvingeart som beskrevs av Becker 1923. Machimus perniciosus ingår i släktet Machimus och familjen rovflugor. Inga underarter finns listade i Catalogue of Life.